# Semmering (Gemeinde Spital am Semmering)
Semmering ist eine Katastralgemeinde von Spital am Semmering in der Steiermark und mit der niederösterreichischen Gemeinde desselben Namens verwachsen.